# Municipio de Pusheta
El municipio de Pusheta (en inglés: Pusheta Township) es un municipio ubicado en el condado de Auglaize en el estado estadounidense de Ohio. En el año 2010 tenía una población de 1301 habitantes y una densidad poblacional de 16,55 personas por km².

## Geografía
El municipio de Pusheta se encuentra ubicado en las coordenadas 40°31′13″N 84°9′48″O / 40.52028, -84.16333. Según la Oficina del Censo de los Estados Unidos, el municipio tiene una superficie total de 78.6 km², de la cual 78,36 km² corresponden a tierra firme y (0,3 %) 0,24 km² es agua.

## Demografía
Según el censo de 2010, había 1301 personas residiendo en el municipio de Pusheta. La densidad de población era de 16,55 hab./km². De los 1301 habitantes, el municipio de Pusheta estaba compuesto por el 98,31 % blancos, el 0,38 % eran afroamericanos, el 0,08 % eran amerindios, el 0,08 % eran asiáticos, el 0,08 % eran isleños del Pacífico y el 1,08 % eran de una mezcla de razas. Del total de la población el 1 % eran hispanos o latinos de cualquier raza.